# 譚小環
譚小環（英語：Halina Tam，1972年9月6日—），1994年香港小姐競選冠軍，前香港演員及歌手，生於香港，籍貫廣東廣州市番禺，前無綫電視（TVB）合約女藝員及當紅花旦。小時候成長於香港華富邨，1994年香港小姐冠軍，有「7A港姐」稱號。2012年宣佈息影，轉投飲食界，曾經是小食店「渣哥一九九六」及手工藝店「Day by Day 手作素材店」老闆娘，亦於2020年起開設茶餐廳「大渣哥茶記」，現在偶爾仍會拍攝劇集或節目。於2017年復出參演邱禮濤執導電影《洩密者們》，於2018年6月上映。

## 簡歷
譚小環小時候在薄扶林華富邨長大，小學就讀華富邨寶血小學，初中畢業於香港仔嘉諾撒培德書院，而預科則畢業於英國波士頓學院。預科畢業後，曾在便利店當一個月的招待員，亦曾為國泰航空公司的空中小姐。1994年，因在街上收到當年香港小姐競選的報名表格，於是她決定參加香港小姐競選。

## 演藝經歷
1994年，譚小環參加了香港小姐競選，歷經多個環節、淘汰賽以及半決賽，終於殺入了決賽；此外，她是被外界視為三甲人選的大熱門之一，最終她不負眾望，力壓群芳，摘下冠軍后冠，成為首位參選編號為1號的香港小姐競選冠軍。其後，譚小環正式加入無綫電視，並即活躍於影視界，並與阮兆祥一同成為《勁歌金曲》的主持，其後更是多個大型節目的司儀、表演嘉賓及綜藝節目主持人，亦開始參與多部電視劇集及電影的演出。
同年8月即加入處境喜劇《開心華之里》，客串飾演方小環一角。1996年是她的豐收及突破年份，她在劇集《殭屍福星》及《緝私群英》中首度擔正第一女主角，開始為人熟悉，漸露頭角，知名度更因此提高，備受無綫力捧成為旗下花旦。此外，她開始向歌唱事業發展，加入樂壇簽約BMG唱片公司，並與同公司的鄭伊健合唱《如果天空要下雨》。她亦積極於電影事業發展，在《古惑仔2之猛龍過江》及《古惑仔3之隻手遮天》都飾演重要角色。
1997年她推出了首張個人EP《自主》，更請得羅文擔任她的歌唱老師，可惜其唱功當時一直受外界批評。截至1998年，譚小環共推出兩張專輯，最終選擇退出歌壇；之後因為與排舞師男友黃國榮（Sunny）一起而離開無綫，並且全面淡出娛樂圈，人氣亦因淡出關係由高峰位跌落谷底，但兩人於2002年分手，她亦決定復出。
2002年復出後，再次重返無綫電視，但未能像出道時那樣風光，擔正女主角的機會也越來越渺茫，一直於電視劇中飾演配角，為無綫二三線演員。首部回歸作為《皆大歡喜（古裝版）》，飾演恭欣素一角。其後在《勇探實錄》、《洗冤錄II》、《彩色世界》中都有甚重的戲份，其中在《洗冤錄II》當中所飾演的大反派阮玉寶一角，深入民心，引人關注，知名度也因此提高。
2005年在劇集《妙手仁心III》中飾演的悲慘角色簡素媛（Phoebe）一角，於第33集自殺一幕當中，演技獲得不少好評，演技備受肯定。在劇集《秀才遇著兵》中飾演殘雞妹陸秀姑一角，與黎耀祥的搞笑戲份，再次贏盡好評。
2006年在《東方之珠》中，再次挑戰大反派，飾演歌姬菲菲（FiFi）一角，令她獲提名《2007年萬千星輝頒獎典禮》最佳女配角。其後在劇集《亂世佳人》中飾演的三姨太陸燕珍一角，可圈可點，口齒伶俐，與甘草演員盧宛茵的對手戲更是讓觀眾留下深刻印象。2008年她無論在《金石良緣》中飾演癡情於鄭則仕的角色，或在《少年四大名捕》飾演賢淑婦女柳飄雪，以及在《搜神傳》中飾演殘酷無比，殺人狂魔的無極天尊，都有青出於藍的表現。其後在遊戲節目《鐵甲無敵獎門人》先後於多個回合取得勝利，再挑戰大獎奪得總值十二萬港幣的名貴房車一部 ，風頭一時無兩。
2009年—2010年她的作品逐漸減少，除了利用些時間在資訊節目《都市閒情》中擔任節目主持，其他時間都是空閒時刻，直到2010年5月她向無綫電視請假數個月，同時亦辭去其《都市閒情》主持之位。但她在《桌球天王》、《碧血鹽梟》及《讀心神探》中的演技，無論是大反派或是大好人，她的維俏維妙的演技是無人能代替的，因她一直未能長期擔正無綫一線花旦而令許多觀眾都大感可惜。
2011年復工數月後決定結束藝員合約，而《法證先鋒III》則是其在無綫電視的告別作。她稱是與老公商量後才決定解約，希望專心調理好身體「造人」，結束與無綫17年之賓主關係。
解約後，譚小環仍有亮相於其他平台，例如為《100毛》拍攝封面及參與網絡媒體毛記電視的節目；期間亦有到日本學習素材手藝。

## 轉行至飲食界
2013年6月，譚小環獲丈夫蔡強榮（Eric，渣哥）及友人投資，開設手工藝店「Day by Day 手作素材店」。
2014年她再於銅鑼灣渣甸坊開設小食店「渣哥一九九六」。她透露該間小食店將會開分店及進軍大陸。
2017年9月，譚小環與丈夫蔡強榮投資的小食店於鰂魚涌開分店，好友安德尊、Dickson等到賀，場面熱鬧。小環明顯瘦了很多，接受訪問時透露今次新店投資7位數字，她會繼續物色大型商場繼續發展，目標是全港18區都有分店。
2018年2月，譚小環與丈夫在春茗中向40位員工及股東宣佈，2018年7月將分別在九龍灣及港鐵東涌站開舖，6間「渣哥」遍佈港九新界，下個目標會向香港國際機場進發。。
2020年2月，譚小環與丈夫繼續以「渣哥」之名勇闖飲食界，首間茶餐廳「大渣哥茶記」於九龍灣開幕，生意亦未受2019新型冠状病毒影響；開業不足一年已於銅鑼灣開辦第二間分店（現已結業）。
2024年5月，「大渣哥茶記」在FB的專頁出帖文，未有解釋結業原因，只寫「道別」宣布「大渣哥茶記」九龍灣營業至6月12日、「渣哥 一九九六」德福店營業至7月8日。。
2025年1月，易名「小環茶座」於加拿大多倫多萬錦市重新營業。

## 政治參與
譚小環一般被視為和民主派友好的公眾人物，並曾於2019年反對修訂逃犯條例運動作出多次支持，又曾經在旗下「渣哥一九九六」小食店免費請「正義年青人」享用部分出品。在反對修訂逃犯條例運動開始後，譚小環與丈夫蔡強榮被網民發現與每天召開記者會講述反對修訂逃犯條例運動最新情況的警察公共關係科總警司謝振中合照，透露曾是好友，惟自6月起已沒有聯絡，原因可能是「身分不同，立場不同，(只好)各走各路」。
因為譚對香港局勢的表態，譚曾經多次被激進建制派網民針對。

### 協助周梓樂父母進行後事儀式
於反對修訂逃犯條例運動期間，22歲香港科技大學學生周梓樂於2019年11月4日墮樓，至8日不治。及後於11月29日，有媒體報導寶福山卻突然向周母表示「唔做你生意，全行都唔做你生意」，及後事件得到譚小環和老公主理的食品「渣哥 一九九六」介入協助。

## 家庭生活
2007年9月11日，譚小環與當時從事保險業的男友蔡強榮於香港洲際酒店舉行婚禮。後夫妻合力轉投飲食業（詳見上文）。2018年蔡強榮患上肺癌第一期，切除部分右肺葉後康復。
2015年2月，譚小環的二姐夫的迷你倉公司開張。

## 軼聞
1994年香港小姐競選後，譚小環曾與其他五名參賽者陳芷菁、黃𨥈瑩、葉麗珊、鍾潔怡、劉少娟結拜為姊妹。

## 演出作品

### 電視劇（無綫電視）
| 翡翠台首播                   | 劇名                             | 角色             |
| ---------------------------- | -------------------------------- | ---------------- |
| 1993年                       |                                  |                  |
| 1993年5月10日-1994年8月5日   | 開心華之里                       | 方小環           |
| 1996年                       |                                  |                  |
| 8月5日-8月30日               | 緝私群英                         | 方尚怡           |
| 9月9日-10月4日               | 殭屍福星                         | 任翠玲           |
| 2001年                       |                                  |                  |
| 12月24日-2002年1月18日       | 勇探實錄                         | 汪靜兒（Jackie） |
| 2002年                       |                                  |                  |
| 1月21日-2月17日              | 彩色世界                         | 夏桂芬（Fanny）  |
| 2001年9月17日-2002年12月28日 | 皆大歡喜                         | 恭欣素           |
| 2003年                       |                                  |                  |
| 1月27日-2月21日              | 九五至尊                         | 尹天娜（Tina）   |
| 2月24日-3月23日              | 洗冤錄II                         | 阮玉寶           |
| 6月2日-7月11日               | 衛斯理                           | 芭 珠（Jenny）   |
| 6月30日-7月25日              | 金牌冰人                         | 包蔚藍           |
| 10月6日-10月31日             | 非常外父                         | 畫 媚（Candy）   |
| 2004年                       |                                  |                  |
| 4月3日-5月15日               | 富豪海灣至尊家緣                 | Rose             |
| 5月2日-5月30日               | 廉政行動2004（單元四：獵戶天龍） | 謝思雅（Yasmin） |
| 12月27日-2005年1月29日       | 水滸無間道                       | 吳詠琪（Janet）  |
| 2005年                       |                                  |                  |
| 2003年5月5日-2005年1月21日   | 皆大歡喜                         | 白 蘭（Vivian）  |
| 1月10日-2月13日              | 我師傅係黃飛鴻                   | 陸月好           |
| 5月25日-6月21日              | 秀才遇著兵                       | 陸秀姑（秀姑）   |
| 7月25日-9月16日              | 妙手仁心III                      | 簡素媛（Phoebe） |
| 7月31日-2006年2月5日         | 窈窕熟女                         | 王美英           |
| 2006年                       |                                  |                  |
| 1月2日-1月27日               | 謎情家族                         | 樂佩佩           |
| 5月15日-6月9日               | 飛短留長父子兵                   | 林慧姿           |
| 8月28日-10月6日              | 鳳凰四重奏                       | 木村太太         |
| 10月9日-11月3日              | 樓住有情人                       | 周靜欣（Joey）   |
| 11月6日-12月15日             | 東方之珠                         | 菲 菲（FiFi）    |
| 2007年                       |                                  |                  |
| 1月25日-2月7日               | 蕭十一郎                         | 花如玉           |
| 3月12日-4月14日              | 亂世佳人                         | 陸燕珍           |
| 8月6日-9月7日                | 爸爸閉翳                         | 程若詩           |
| 2008年                       |                                  |                  |
| 3月31日-4月25日              | 金石良緣                         | 田 娜（田螺）    |
| 8月25日-10月17日             | 搜神傳                           | 無極天尊         |
| 9月22日-10月24日             | 少年四大名捕                     | 柳飄雪（雪姨）   |
| 2009年                       |                                  |                  |
| 3月30日-4月24日              | 桌球天王                         | 司徒瑪莉（Mary） |
| 6月8日-7月10日               | 碧血鹽梟                         | 胡亭碧（大小姐） |
| 9月26日-10月24日             | 廉政行動2009（單元二：釘子戶）   | 林若水（Rainy）  |
| 2010年                       |                                  |                  |
| 10月4日-10月29日             | 讀心神探                         | 廖美詩（Daisy）  |
| 2011年                       |                                  |                  |
| 10月10日-11月18日            | 法證先鋒III                      | 姚麗冰（Bonnie） |

### 電影
| 片名              | 角色         |
| ----------------- | ------------ |
| 1996年            |              |
| 古惑仔2之猛龍過江 | KK           |
| 古惑仔3之隻手遮天 | KK           |
| 2001年            |              |
| 愛君如夢          | 學舞者       |
| 2002年            |              |
| 豐胸秘CUP         |              |
| 2018年            |              |
| 洩密者            | 王大偉之前妻 |
| 2019年            |              |
| 掃毒2天地對決     | 蕭家文       |

### 電視劇（其他）
| 片名                                       | 角色   |
| ------------------------------------------ | ------ |
| 2012年                                     |        |
| 《賭海迷徒2012》之《褪色媽媽》（香港電台） | 珠女   |
| 2015年                                     |        |
| 《獅子山下2015》之《圍城》（香港電台）     | 蘇太   |
| 2019年                                     |        |
| 《娛樂風雲》（ViuTV）                      | 方音音 |
| 2021年                                     |        |
| 《格外樓神》之《樓上樓下》（香港電台）     | 菲姐   |

### 歌舞劇
- 麵包樹上的女人
- 再起．舞

### 節目主持（無綫電視）
- 勁歌金曲（1994年，與阮兆祥主持）
- 蔡瀾人生真好玩（1997年）
- 優質生活派（2003年）
- 香港熱鬧（2003年）
- 趣眼看人生（2004年）
- 全線大搜查（2004年）
- 娛樂大搜查
- 曼佳美慳電大膽笑（2005年）
- 都市閒情（2008年-2010年）

### 参与節目（無綫電視）
- 鐵甲無敵獎門人（2008年）
- 千奇百趣玩FREE D（2013年）
- 年代大激鬥（2014年）
- 千奇百趣玩HIGH D（2014年）

### 節目主持（奇妙電視）
- 搵錢男女（2018年）[22]

### 節目主持（香港電台）
- 第二台節目－《晨光第一線》（2002年）

### MV
- 衹有你不知道 - 張學友（1994年）
- 感激我遇見 - 鄭伊健（1994年）
- 你是我的一切 - 郭富城（1995年）
- Darling - 鄭伊健（1995年）
- 如果天空要下雨 - 鄭伊健/譚小環（1996年）
- 奇妙旅程 - 鄭伊健（1997年）
- 被愛 - 譚小環（1997年）
- 我要自主 - 譚小環（1997年）
- 起身 - 譚小環（1998年）
- 突然想起你 - 譚小環（1998年）
- 血脈沸騰 - 李克勤（2002年）

## 音樂作品

### 唱片
| 名稱                        | 格式   | 類型 | 發行 | 曲目 |
| --------------------------- | ------ | ---- | ---- | --- |
| 1997年                      |        |      |      | |
| 自主                        | CD+VCD | EP   | BMG  | 标题 1. 被愛 2. 往日情歌 3. 換季 4. 我要自主 5. 人的心 6. 一個月 7. 被愛（戀Mix）                                                                                            |
| 1998年                      |        |      |      | |
| 最差情人（The Worst Lover） | CD+VCD | 大碟 | BMG  | 标题 1. 突然想起你 2. 起身 3. 不得了 4. 不屈不服 5. 最差情人（與Zen樂隊合唱]] 6. 鐵定愛他 7. 失戀形像 8. 突然想起你（High Tea Mix） 9. 起身（Cherry Mix） 10. 倫住嚟唱細路歌 |

### 其他歌曲
- 如果天空要下雨（與鄭伊健合唱）（1996）

### 派台歌曲成績
| 派台歌曲上榜最高位置 | 派台歌曲上榜最高位置 | 派台歌曲上榜最高位置 | 派台歌曲上榜最高位置 | 派台歌曲上榜最高位置 | 派台歌曲上榜最高位置 | 派台歌曲上榜最高位置 |
| -------------------- | -------------------- | -------------------- | -------------------- | -------------------- | -------------------- | -------------------- |
| 唱片                 | 歌曲                 | 903                  | RTHK                 | 997                  | TVB                  | 備註                 |
| 1996年               |                      |                      |                      |                      |                      |                      |
| 如果天空要下雨       | 如果天空要下雨       | -                    | 11                   | -                    | -                    | 與鄭伊健合唱         |
| 1997年               |                      |                      |                      |                      |                      |                      |
| 自主                 | 被愛                 | 20                   | 11                   | -                    | -                    |                      |
| 自主                 | 換季                 | -                    | -                    | -                    | -                    |                      |
| 自主                 | 我要自主             | -                    | -                    | -                    | -                    |                      |
| 自主                 | 人的心               | -                    | -                    | -                    | -                    |                      |
| 最差情人             | 起身                 | -                    | -                    | -                    | -                    |                      |
| 1998年               |                      |                      |                      |                      |                      |                      |
| 最差情人             | 突然想起你           | -                    | 10                   | -                    | -                    |                      |
| 最差情人             | 最差情人             | 17                   | -                    | -                    | -                    | 與Zen合唱            |

| 各台冠軍歌總數 | 各台冠軍歌總數 | 各台冠軍歌總數 | 各台冠軍歌總數 | 各台冠軍歌總數    |
| -------------- | -------------- | -------------- | -------------- | ----------------- |
| 903            | RTHK           | 997            | TVB            | 備註              |
| 0              | 0              | 0              | 0              | 四台冠軍歌總數：0 |

## 獎項記錄
| 年份   | 頒獎                           | 獎項                             | 劇名               | 角色            | 結果 |
| 1994年 | 香港小姐競選                   | 香港小姐冠軍                     | -                  | -               | 獲獎 |
| 1997年 | 1997年度叱咤樂壇流行榜頒獎典禮   | 叱咤樂壇生力軍女歌手（銅獎）     | -                  | -               | 獲獎 |
| 1997年 | 第二十屆十大中文金曲頒獎音樂會 | 最有前途新人獎（優異獎）         | -                  | -               | 獲獎 |
| 2002年 | 萬千星輝頒獎典禮2002           | 飛躍進步女藝員                   | 《彩色世界》       | 夏桂芬（Fanny） | 提名 |
| 2003年 | 萬千星輝頒獎典禮2003           | 飛躍進步女藝員                   | 《洗冤錄II》       | 阮玉寶          | 提名 |
| 2003年 | 萬千星輝頒獎典禮2003           | 飛躍進步女藝員                   | 《非常外父》       | 畫 媚（Candy）  | 提名 |
| 2003年 | 萬千星輝頒獎典禮2003           | 本年度我最喜愛的拍檔（非戲劇組） | 《優質生活派》     | -               | 提名 |
| 2003年 | 萬千星輝頒獎典禮2003           | 本年度我最喜愛的拍檔（非戲劇組） | 《香港熱鬧》       | -               | 提名 |
| 2004年 | 萬千星輝頒獎典禮2004           | 本年度我最喜愛的拍檔（非戲劇組） | 《娛樂大搜查》     | -               | 提名 |
| 2004年 | 萬千星輝頒獎典禮2004           | 本年度我最喜愛的拍檔（非戲劇組） | 《香港熱鬧》       | -               | 提名 |
| 2004年 | 萬千星輝頒獎典禮2004           | 本年度我最喜愛的拍檔（非戲劇組） | 《趣眼看人生》     | -               | 提名 |
| 2005年 | 萬千星輝頒獎典禮2005           | 飛躍進步女藝員                   | 《水滸無間道》     | 吳詠琪（Janet） | 提名 |
| 2005年 | 萬千星輝頒獎典禮2005           | 飛躍進步女藝員                   | 《秀才遇著兵》     | 陸秀姑          | 提名 |
| 2005年 | 萬千星輝頒獎典禮2005           | 最佳女配角                       | 《我師傅係黃飛鴻》 | 陸月好          | 提名 |
| 2005年 | 萬千星輝頒獎典禮2005           | 最佳女配角                       | 《妙手仁心III》    | 簡素媛          | 提名 |
| 2006年 | 萬千星輝頒獎典禮2006           | 最佳女配角                       | 《飛短留長父子兵》 | 林慧姿          | 提名 |
| 2007年 | 萬千星輝頒獎典禮2007           | 最佳女配角                       | 《東方之珠》       | 菲 菲（FiFi）   | 提名 |

## 經營店鋪
- 渣哥一九九六（小食店）

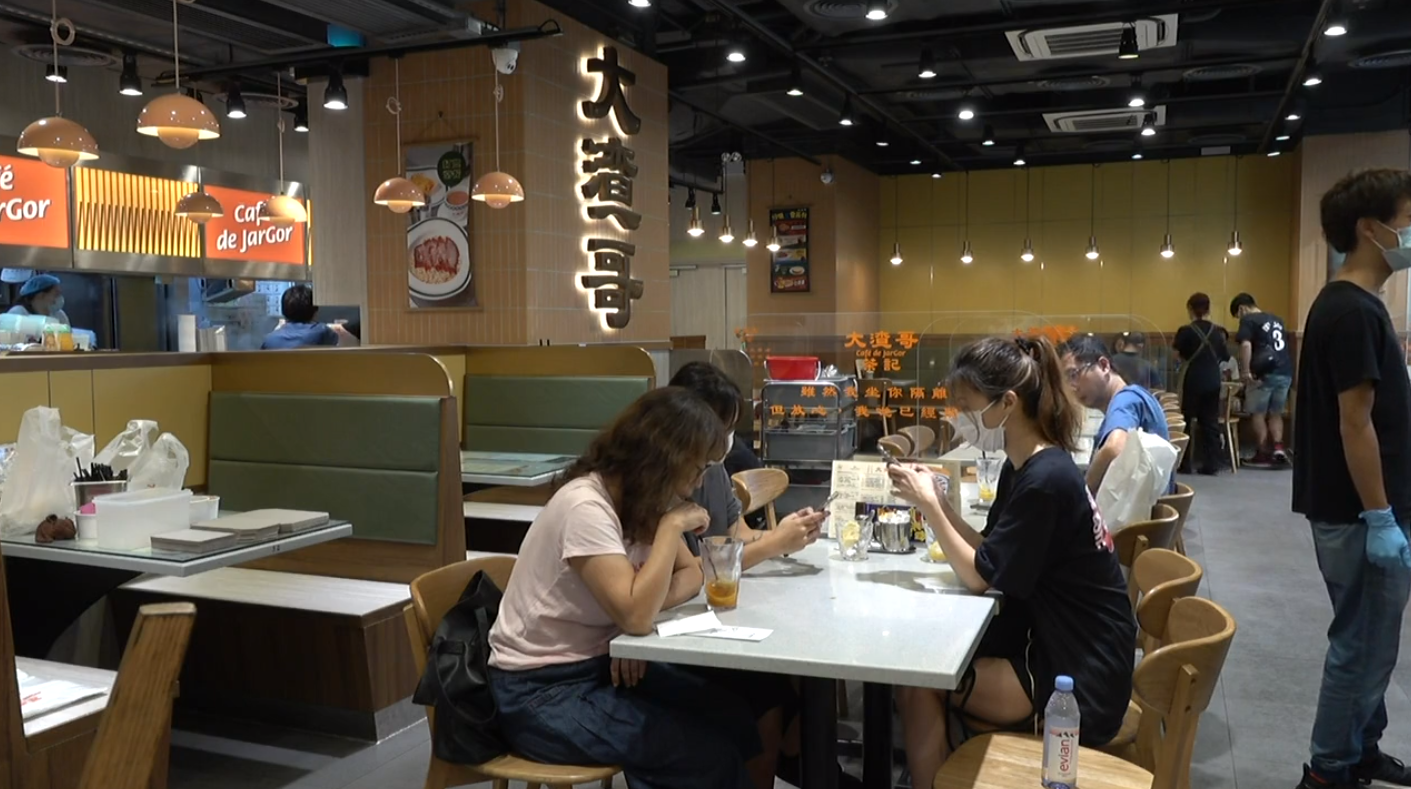
位於九龍灣的大渣哥茶記茶餐廳

- Day by Day 手作素材店（手工藝店）
- 大渣哥茶記（茶餐廳）